# 二十四缘
二十四缘（巴利语：paccayuppanna-dhamma）是上座部佛教論書有系統的說明各種究竟法如何形成緣起的方式。二十四缘包含了各种不同的名法与色法之间所有互相连系的方式。
每一缘涉及三法：
1. 缘法：是作为其他法之缘的法；此缘法通过产生、支助或维持其他法而成为其缘；
2. 缘生法：是受到缘法缘助之法；它在受到缘法支助之下而得以生起或持续存在；
3. 缘力：是缘法作为缘生法之缘的特有方式。四种究竟法之间的关系，即由缘力所连系的缘法及缘生法。[1]

## 概述

### 发趣论
二十四缘是《发趣论》的主题。包括：
1. 因缘；
2. 所缘缘；
3. 增上缘；
4. 无间缘；
5. 相续缘；又稱等無間緣
6. 俱生缘；
7. 相互缘；
8. 依止缘；
9. 亲依止缘；
10. 前生缘；
11. 后生缘；
12. 重复缘；又稱修習緣
13. 业缘；
14. 果报缘（异熟缘）；
15. 食缘；
16. 根缘；
17. 禅那缘；
18. 道缘；
19. 相应缘；
20. 不相应缘；
21. 有缘；
22. 无有缘；
23. 离去缘；
24. 不离去缘。

二十四缘构成了各种不同的法之间的关系。这些关系可分为三组（名法、色法、名色法）六对：
- 1、名以六种方式作为名的缘：

- 刚灭尽的心与心所是现在心与心所的（1）无间缘、（2）相续缘、（3）无有缘及（4）离去缘；
- 前生速行是后生速行的（5）重复缘；
- 俱生心与心所互相作为（6）相应缘。

- 2、名以五种方式作为名色的缘：

- 因、禅支与道分是俱生名色法的（1）因缘、（2）禅那缘、（3）道缘；
- 俱生思是俱生名色的（4）业缘；异刹那思是业生名色的（4）业缘；
- 诸果报（名）蕴互相作为果报缘及作为俱生色的（5）果报缘。

- 3、名以一种方式作为色的缘：后生心与心所是前生（色）身的后生缘。
- 4、色也以一种方式作为名的缘：在生命期里，六依处是七识界的前生缘；五所缘是五门心路过程心的前生缘。
- 5、概念与名色以两种方式作为名的缘：（1）所缘缘与（2）亲依止缘。是解脫的條件
- 6、名色以九种方式作为名色的缘：（1）增上缘、（2）俱生缘、（2）相互缘、（4）依止缘、（5）食缘、（6）根缘、（7）不相应缘、（6）有缘及（9）不离去缘。

### 其他論書
《阿毗達摩概要》第八章「緣之概要」，分析諸名法與色法之間互相的關係，是與分析究竟法互相配合的「組織法」。此章簡要地解釋在巴利聖典所記載的兩種因緣法。其中之一是從《分別論》的經分別與論分別兩個角度分析緣起。另一個方法是有關二十四緣的發趣法。
《清淨道論》第十七說慧地品，用二十四緣來說明十二緣起。